# Довгий Яр (гідрологічний заказник)
До́вгий Яр — гідрологічний заказник місцевого значення в Україні. Розташований у межах Ічнянського району Чернігівської області, між селом Іваниця і селищем Тростянець. 
Площа 11 га. Статус присвоєно згідно з рішенням Чернігівського облвиконкому від 27.12.1984 року за № 454; від 28.08.1989 року за № 164. Перебуває у віданні ДП «Прилуцьке лісове господарство» (Жадьківське л-во, кв. 114-116). 
Статус присвоєно для збереження лучно-болотного природного комплексу в долині яру, яким тече пересихаюча притока річки Смош. Довжина яру бл. 5 км. У його долішній частині розташована заростаюча водойма. Прилеглі заболочені ділянки повністю вкриті кропивою дводомною (заввишки 1,2—1,5 м) з куртинами гадючника в'язолистого. 
Заказник «Довгий Яр» входить до складу Ічнянського національного природного парку.